# Nicolao Colletti

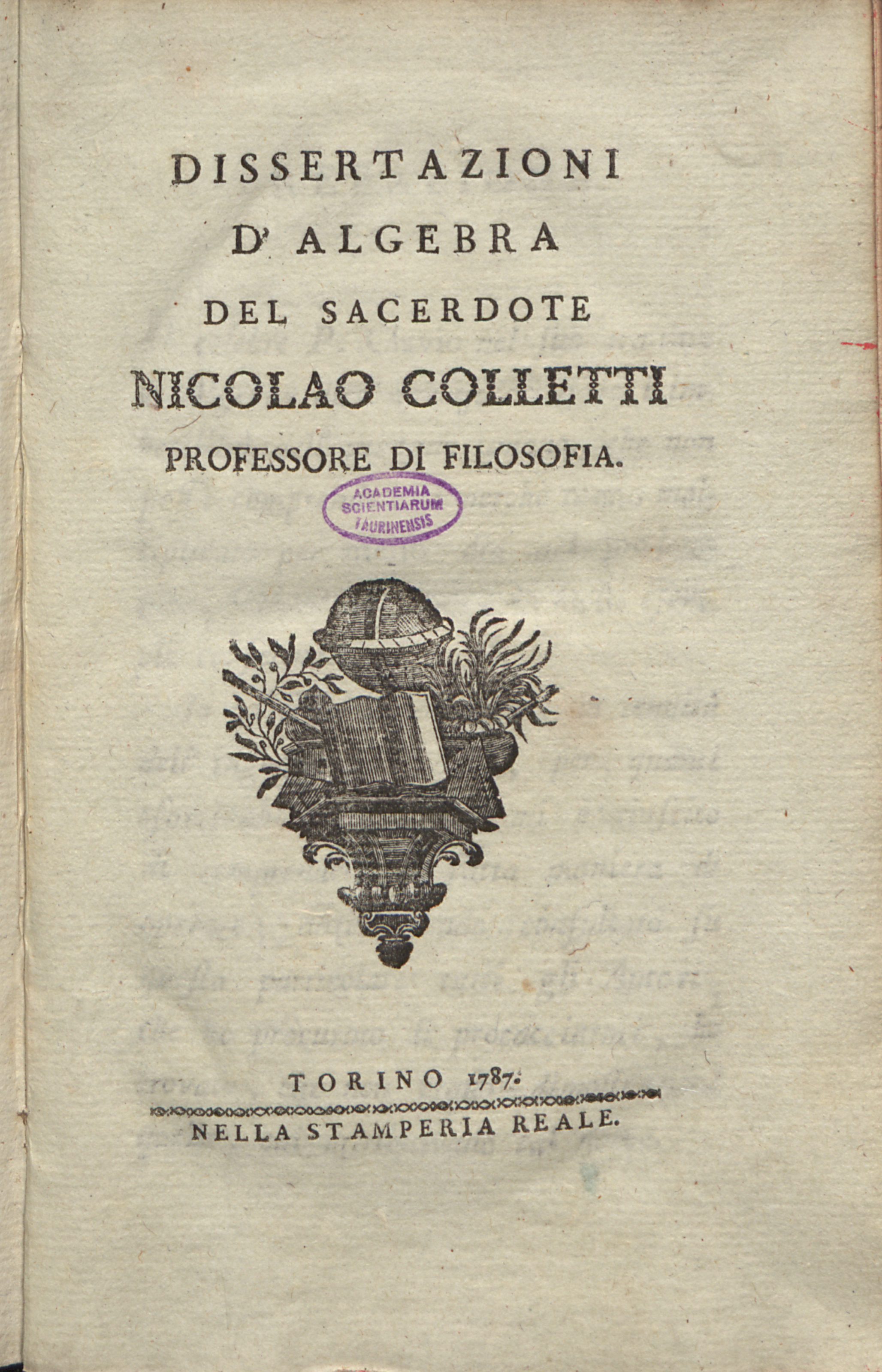
Dissertazioni d'Algebra (1787)

Nicolao Colletti (2e helft 18e eeuw) was een rooms-katholiek priester en wiskundige afkomstig van Venetië. Hij was leraar natuurfilosofie. In 1787 publiceerde hij in Turijn Dissertazioni d’Algebra.
Dit werk bevat drie delen. In het eerste deel bespreekt Coletti het gebruik van ‘+’ en ‘-‘ in berekeningen. In deel twee combineert hij differentiaalrekening met eindige reeksen getallen; dit werk werd later geciteerd door Duitse mathematici want Colletti kwam hiermee in het vaarwater van de bekende wiskundige en tijdgenoot Leonhard Euler. Het derde deel behandelt vraagstukken over het rekenen met coördinaten.